# Cruzada dos Pastores de 1251

Cruzada dos Pastores, iluminura do século XV

A Cruzada dos Pastores de 1251 foi uma cruzada popular.
No contexto da frustração causada pela pela prisão do Rei Luís IX, durante a Sétima Cruzada. Um monge húngaro da Ordem de Cister, conhecido como Job (ou Jacob ou Jacques), afirmou ter recebido uma mensagem da Virgem Maria, afirmando que os poderosos, os ricos e os orgulhosos nunca poderiam retomar Jerusalém, sendo o sucesso em tal tarefa gloriosa reservado aos pobres e aos humildes. A mensagem começou a ser divulgada, prevendo o início da nova cruzada popular para a Páscoa de 1251.
Após a páscoa, milhares de pastores e camponeses marcharam em direção à Paris armados de machados, facas e paus. Estima-se que cerca de 50 mil camponeses foram recebidos em Paris por Branca de Castela, então Rainha Consorte da França, que incialmente apoiou o movimento.
No entanto, tratava-se de um movimento muito perigoso para ser aceito pela aristocracia, pois acusava abades e prelados de ganância e orgulho, além de atacar a nobreza, acusada de desprezar os pobres e de lucrar com as Cruzadas.
Desse modo, surgiriam conflitos com o clero em várias cidades, tais como: Ruão, Orleães e Tours. Em Burges, os pastores também atacaram os judeus e, por isso, foram reprimidos pelas forças reais. Além disso, quando as cidades pelas quais passavam se recusavam a alimentá-los, ocorriam saques, circunstância que também produziu conflitos com as autoridades.
Camponeses da Renânia-Palatinado e no norte da Itália também se juntaram ao movimento.
Alguns integrantes conseguiram chegar a Marselha e conseguiram embarcar para Acre, onde se juntaram à Sétima Cruzada.
A Cruzada dos Pastores constitui um exemplo paradigmático do uso do Cristianismo como instrumento de contestação política de uma ordem social por categorias de pessoas excluídas de qualquer representação política na sociedade medieval .